# Tore (mytologi)
Tore är i mytologin hos Bambutifolket i Centralafrika en skogsgud som också bestämmer människornas livslängd och död.